# Улица Рабочей молодёжи (Верх-Нейвинский)
Улица Рабочей молодёжи (до 1949 г. — Береговая улица) — улица в посёлке Верх-Нейвинском Свердловской области России. Расположена на берегу Верх-Нейвинского пруда и застроена в основном двухэтажными жилыми домами.

## Расположение и благоустройство
Улица Рабочей молодёжи пролегает от исторического центра Верх-Нейвинского в сторону юга посёлка. Приблизительная протяжённость улицы — 520 метров. Данная величина условна, так как улица Рабочей молодёжи переходит в Таватуйскую улицу, с которой вместе образует набережную посёлка. Две прибрежные улицы проходят параллельно Комсомольской улице, расположенной восточнее. Протяжённость автодороги 65227562 ОП МГ 005 (большая часть улицы Рабочей молодёжи) — 513,5 метра. На всём протяжении улица Рабочей молодёжи имеет асфальтовое покрытие и фонарное освещение.
Первая треть улицы Рабочей молодёжи проходит на юго-запад от улицы Ленина до берега Верх-Нейвинского пруда. Дома на данной части улицы имеют чётную и нечётную нумерацию и располагаются по обеим сторонам дороги. По чётной стороне  улицы Рабочей молодёжи проходит тротуар. Перед домом № 2 и за ним с улицы есть два съезда, которые ведут в сторону площади Революции и мелких предприятий рядом с площадью.
Далее улица Рабочей молодёжи проходит вдоль побережья пруда на юг. Улица не имеет строго меридионального направления и слегка отклоняется сначала на запад, затем на восток. Дома на прибрежной части улицы имеют исключительно нечётную нумерацию и располагаются восточнее дороги. По западной обочине дороги установлено автомобильное металлическое ограждение со светоотражателями. С набережной открывается вид на пруд, верх-нейвинский завод «Производство сплавов цветных металлов» и Привокзальный район соседнего города Новоуральска.

## Происхождение названия и история
Точное время возникновения улицы, проходящей вдоль берега Верх-Нейвинского пруда, неизвестно. В начале XIX века напротив плотины Верх-Нейвинского железоделательного завода жил Евдоким Пименович Бобылев — изобретатель прокатной и промышленной паровой машины. В огородах на спуске к заводскому пруду, прямо напротив плотины, люди мыли золото, нередко намывая значительные партии. В начале XX века появилось название улицы — Береговая. К побережью спускались огороды расположенной выше Подгорной улицы (ныне Комсомольская улица).
В 1948 году Постановлением Совета Министров СССР «О повышении зарплаты и строительстве жилищ для рабочих и инженерно-технических работников ведущих отраслей промышленности и строек этих регионов» предписывалось строить в небольших промышленных населённых пунктах двух- и трёхэтажные дома для заводских рабочих. В том же году руководство завода «Б» обратилось в Совет Министров РСФСР с просьбой выделить средства на строительство в посёлке трёх каменных трёхэтажек для рабочих. Просьба завода была поддержана промышленным отделом Обкома КПСС, Облисполкомом и Первым Главным Управлением, которое руководило строительством особого объекта (ныне Уральский электрохимический комбинат).
Для строительства домов Совет Министров РСФСР запросил географическую привязку в конце 1948 года. Предоставленное наименование «улица Береговая, пос. Верх-Нейвинск» не устроило советское руководство, так как звучало «не по-партийному». В посёлке уже были улицы Ленина и Сталина, поэтому комсомольской и партийной организациями было предложено назвать улицу именем Л. П. Берии. Такое название понравилось советскому руководству, и была начата работа по изысканию средств. Это позволяло значительно сократить очередь на жильё среди рабочих металлургического завода и обеспечить новыми квартирами инженерно-технические кадры строительства особого объекта. Средств не хватало, поэтому было принято решение построить лишь две двухэтажки, а строительство третьего дома отложить на будущее.
В 1949 году на строительство особого объекта приехал сам Лаврентий Берия, который в то время занимал пост заместителя Председателя Совета Министров СССР. Неизвестно, как Берия повлиял на решение о строительстве заводского жилья, но сложилась легенда, что данный вопрос был поднят в салоне-вагоне Лаврентия Павловича. Он вызвал к себе директора и парторга Верх-Нейвинского завода и напрямую задал вопрос: «Есть проблема со строительством домов для инженеров и рабочих завода?» Заводские управленцы ответили ему, что недостаточно средств на строительство трёх запланированных домов и решено строить только два. Берия подумал и спросил: «Десять домов решат вопрос с жильём? И можно будет выделить квартиры для работников особого объекта?» Верх-нейвинцы даже не рассчитывали на такое и согласились, а зампред выдвинул условие: «Правительство СССР найдёт средства для советских рабочих и инженеров, только имя улицы нужно другое. Кто будет жить на ней — молодёжь? Так вот и назовите улицей Молодёжи». В Совет Министров РСФСР была направлена записка с просьбой о выделении денег на строительство десяти домов, а также бани, детского сада и магазина, а улица получила современное наименование.
В 1949 году в посёлке официально появилась улица Рабочей молодёжи, а также были выделены средства на строительство жилых домов и социальных объектов. Их возведение должно было завершиться в 1955 году, так как средства выделялись на пятилетку, и начались строительные работы. Старые дома были снесены, а огороды обрезаны, что вызывало недовольство верх-нейвинцев. В строительстве принимали участие и строительные организации особого объекта, и солдаты строительных частей, и рабочие Верх-Нейвинского завода. Вдоль побережья было заложено семь домов — трёхэтажка и шесть двухэтажек. К середине 1950-х годов в новые квартиры заселились десятки семей. Трёхэтажный дом стал называться «директорским»: в нём получили квартиры управленцы завода. Этот дом был оборудован центральным отоплением, а в двухэтажках изначально было печное. Не все семьи получили отдельные квартиры, довольствуясь лишь коммунальными. Рядом с домами были построены деревянные дровяники, которые сохранились по сей день. Дом с магазином был построен позже на соседней Комсомольской улице. В конце 1950-х годов была построена общественная баня и завершилось строительство дома № 2. Детский сад «Красная шапочка» открылся в другом месте — на улице Просвещения. В 1960-х годах была благоустроена набережная. Между дорогой и домами появились детские площадки, скамейки и цветочные клумбы. Жители улицы имели свои лодки на пруду и привязывали их напротив своих домов.
На улице Рабочей молодёжи проживали директора заводов — орденоносцы В. И. Сапожников, Г. Д. Джаваев, С. В. Сметанин (почётный металлург СССР). В преддверии празднования дня посёлка и дня металлурга 9 июля 2018 года на стене дома, где проживал Василий Иванович Сапожников, была установлена мемориальная доска в его память. На торжественной церемонии открытия памятной доски присутствовали родственники Сапожникова и труженики завода .
В 2019 году был проведён капитальный ремонт домов по улице.

## Здания и сооружения
Улица Рабочей молодёжи застроена десятью многоквартирными домами 1950-х годов, один из которых трёхэтажный, остальные — двухэтажные. В самом её начале, при повороте на улицу Ленина, находятся два здания, которые относятся как адресные объекты к улице Ленина: трёхэтажный жилой дом с расположенным на цокольном этаже кафе «Надежда» (ул. Ленина, д. 15) и здание Детской школы искусств (ул. Ленина, д. 17). В здании № 6 по улице Рабочей молодёжи располагается баня-сауна..

## Транспорт
Движение общественного транспорта по улице Рабочей молодёжи не осуществляется. Ближайшей автобусной остановкой является «Демидовская», которая расположена на улице Ленина, в непосредственной близости от начала улицы Рабочей молодёжи. По данной остановке осуществляется автобусное сообщение по поселковому маршруту № 108 «Вокзал — 8 Марта».